# Vasili Sinajski

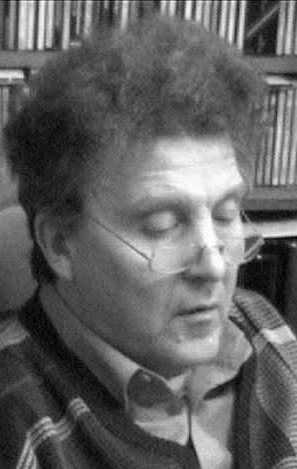
Vasili Sinajski

Vasili Serafimovitsj Sinajski (Russisch: Василий Серафимович Синайский) (Komi, 20 april 1947) is een Russisch dirigent en pianist.
Sinds januari 2007 is hij de eerste dirigent van het Malmö Symphonic Orchestra in Malmö, Zweden.
Vasili Sinajski studeerde directie bij Ilja Moesin aan het Konservatorija im. N.V.Rimskogo-Korsakova in Sint-Petersburg en begon zijn carrière als assistent van Kirill Kondrasjin bij het Philharmonisch Orkest van Moskou. In 1973 won hij de Gouden Medaille van de Karajan-wedstrijd in Berlijn. 
Sinajski was eerste dirigent van het Philharmonisch Orkest van Moskou van 1991 tot 1996. Hij was ook eerste dirigent van het Lets Symfonie Orkest en de eerste gast-dirigent van het Nederlands Philharmonisch Orkest. Verder was hij tot 2002 muzikaal directeur van het Russische Staatsorkest (voorheen Jevgeni Svetlanov’s Staats-Symfonieorkest van de Sovjet-Unie). Vanaf 1996 is Sinajski eerste gast-dirigent van het BBC Philharmonic en elke zomer een regelmatig en populair bezoeker van de BBC Proms. 
Tijdens het seizoen 2004/5 ontving Sinajski veel lof voor zijn debuut bij het London Philharmonic Orchestra, evenals voor zijn nieuwe productie van Sjostakovitsj’s Lady Macbeth uit het district Mtsensk bij de Komische Oper in Berlijn. 
Hij was gast-dirigent bij het Bolsjojtheater, en gaf uitvoeringen van Tsjaikovski’s Iolanta met de Welshe Nationale Opera, waaronder een op de proms. De laatste jaren verzorgde hij uitvoeringen van Carmen en Der Rosenkavalier bij de English National Opera. 

## Opnamen
Vasili Sinajski heeft verschillende opnamen met het BBC Philharmonic voor Chandos gemaakt van werken van componisten als Szymanowski, Rodion Sjtsjedrin, Balakirev en Franz Schreker en een serie met filmmuziek van Dmitri Sjostakovitsj. 
- Sjostakovitsj: Film Music Vol. 1. Chandos 10023
- Sjostakovitsj: Film Music Vol. 2. Chandos 10183
- Balakirev: Symfony nr.1, Overture King Lear, In Bohemia. Chandos 24129
- Liadov: Baba Jaga, het betoverde meer, Kikimora. Chandos 9911

- Bibliothèque nationale de France: cb13952929v (data)
- Gemeinsame Normdatei: 12377683X
- International Standard Name Identifier: 0000 0001 1439 1864
- Library of Congress Control Number: n86107681
- Nationale Bibliotheek van Letland: 000039455
- MusicBrainz: 70c64d9d-8ad9-4ba1-ab99-ffdb806a5051
- Nationale Bibliotheek van Israël: 987007435246405171
- Système universitaire de documentation: 078974518
- Virtual International Authority File: 19872122
- WorldCat: E39PBJtX3Brqd89TgwMkjYXcfq